# Platja de la Punta del Riu (l'Hospitalet de l'Infant)
La platja de la Punta del Riu és una platja semiurbana del municipi de Vandellós i l'Hospitalet de l'Infant (Baix Camp) situada entre el port de l'Hospitalet de l'Infant, al sud-oest, i la desembocadura del riu de Llastres, al nord-est, al límit amb el terme municipal de Mont-Roig del Camp, que la separa de la platja homònima d'aquest municipi. Orientada al sud-est, té una longitud de 208 metres i una amplada mitjana de 96 metres, formada per sorra fina i gruixuda, amb un pendent d'entrada a l'aigua molt pronunciat. Disposa de vigilància i socorrisme, accessibilitat per a persones amb mobilitat reduïda, cadires amfíbies i lloguer de motos aquàtiques, a més de lloguer de para-sols, un petit bar, zona esportiva i aparcament.
La platja està guardonada amb la Bandera Blava, que reconeix internacionalment la qualitat de l'aigua i serveis. L'Agència Catalana de l'Aigua efectua un control setmanal de la qualitat de l'aigua, durant la temporada de bany, amb el resultat d'excel·lent.